# Weiersbach (Lindlar)
Die Hofschaft Weiersbach ist ein Ortsteil der Gemeinde Lindlar im Oberbergischen Kreis im Regierungsbezirk Köln in Nordrhein-Westfalen (Deutschland). 

## Lage und Beschreibung
Weiersbach liegt südwestlich von Lindlar nahe der Ortschaft Voßbruch. 
Die Hofschaft ist über eine Verbindungsstraße erreichbar, die bei Unterheiligenhoven von der Landesstraße 299 abzweigt und zu Voßbruch führt. Weitere Nachbarorte sind Wiedfeld und Eibachhof. 

## Geschichte
Der Hof entstand 1928 bei Rodungsarbeiten (siehe: Heiligenhoven). Sein Name lehnt sich an eine alte Flurbezeichnung an.